# داملاپینار (قره‌تاش)
داملاپینار (به ترکی استانبولی: Damlapınar) یک منطقهٔ مسکونی در ترکیه است که در قره‌تاش (شهر) واقع شده‌است.